# Nemacheilus drassensis
Nemacheilus drassensis är en fiskart som beskrevs av Tilak, 1990. Nemacheilus drassensis ingår i släktet Nemacheilus och familjen grönlingsfiskar. Inga underarter finns listade i Catalogue of Life.